# Boletina brevicornis
Boletina brevicornis är en tvåvingeart som beskrevs av Zetterstedt 1852. Boletina brevicornis ingår i släktet Boletina och familjen svampmyggor. Arten är reproducerande i Sverige. Inga underarter finns listade i Catalogue of Life.